# Nederländernas befrielsedag
Nederländernas befrielsedag (nederländska: Bevrijdingsdag) firas den 5 maj varje år i Nederländerna till minne av då Nazitysklands ockupation under Andra världskriget upphörde. Ursprungligen handlade det enbart om ett firade vart femte år. Nationell helgdag, och årlig, blev dagen först 1990.
Nederländerna befriades främst av kanadensiska soldater, med hjälpen av brittiska, amerikanska och polska soldater, (se Operation Market Garden) och franska luftburna styrkor (se Operation Amherst). Den 5 maj 1945 enades kanadensiske general Charles Foulkes och Tysklands överbefälhavare Johannes Blaskowitz om tysk kapitulation i Nederländerna vid Hotel de Wereld i Wageningen. Dagen därpå skrev dokumentet under vid Wageningens universitet, beläget mittemot hotellet.